# Need for Speed III: Hot Pursuit
Need for Speed III: Hot Pursuit (noto come Over Drivin' III: Hot Pursuit in Giappone) è un videogioco di guida sviluppato dal team canadese della Electronic Arts e pubblicato da quest'ultima nel 1998.
Il gioco venne messo in commercio per PlayStation nel marzo 1998 e successivamente, nel settembre 1998, venne presentata una versione migliorata per Microsoft Windows la quale permise anche di interpretare il ruolo della polizia.
È il terzo capitolo della nota saga di Need for Speed. È caratterizzato da inseguimenti realistici della polizia, che grazie all'intelligenza artificiale migliorata rispetto ai precedenti due capitoli utilizza parecchie tattiche per fermare giocatore e avversari. Si basa su gare svolte su tracciati di ambientazione nordamericana in cui si guidano supercar.
Fu sviluppata anche una versione per Playstation 2, ma il progetto venne annullato, in compenso nell'ottobre del 2002 venne pubblicato per PlayStation 2, Microsoft Windows e Xbox il seguito, Need for Speed: Hot Pursuit 2. Nel 2010 è uscito un nuovo capitolo della saga, con lo stesso nome: Need for Speed: Hot Pursuit.